# 탑골 아씨
탑골 아씨는 1970년 공개된 대한민국의 영화이다.

## 배역
- 신성일
- 문희
- 최남현
- 김동원
- 도금봉
- 김효진
- 김순철
- 정민
- 안인숙
- 유계선
- 이철
- 박광진
- 김경란
- 주일몽
- 임성포